# Diócesis de Montego Bay
La diócesis de Montego Bay (en latín: Dioecesis Sinus Sereni y en inglés: Roman Catholic Diocese of Montego Bay) es una circunscripción eclesiástica de la Iglesia católica en Jamaica. Se trata de una diócesis latina, sufragánea de la arquidiócesis de Kingston en Jamaica. Desde el 16 de octubre de 2023 es sede vacante y su administrador apostólico es John Derek Persaud.

## Territorio y organización
La diócesis tiene 3878 km² y extiende su jurisdicción sobre los fieles católicos de rito latino residentes en las parroquias civiles de Saint James, Trelawny, Westmoreland y Hanover del condado de Cornwall, y la parroquia de Saint Ann del condado de Middlesex.
La sede de la diócesis se encuentra en la ciudad de la Montego Bay, en donde se halla la Catedral del Santísimo Sacramento. 
En 2023 en la diócesis existían 15 parroquias.

## Historia
La diócesis fue erigida el 14 de septiembre de 1967 mediante la bula Sicut providus del papa Pablo VI, desmembrando territorio de la diócesis de Kingston en Jamaica, que ese mismo día fue elevada al rango de arquidiócesis metropolitana.
El 15 de abril de 1991 cedió una parte de su territorio para la erección de la diócesis de Mandeville mediante la bula Praeteritis quidem del papa Juan Pablo II.

## Estadísticas
Según el Anuario Pontificio 2024 la diócesis tenía a fines de 2023 un total de 10 485 fieles bautizados.
| Año                                                                             | Población            | Población | Población      | Sacerdotes | Sacerdotes    | Sacerdotes    | Bautizados por sacerdote | Diáconos permanentes | Religiosos | Religiosos | Parroquias |
| Año                                                                             | Bautizados católicos | Total     | % de católicos | Total      | Clero secular | Clero regular | Bautizados por sacerdote | Diáconos permanentes | Varones    | Mujeres    | Parroquias |
| ------------------------------------------------------------------------------- | -------------------- | --------- | -------------- | ---------- | ------------- | ------------- | ------------------------ | -------------------- | ---------- | ---------- | ---------- |
| 1968                                                                            | 22 000               | 700 000   | 3.1            | 22         | 1             | 21            | 1000                     |                      | 22         | 48         | 17         |
| 1976                                                                            | 21 673               | 767 369   | 2.8            | 25         | 1             | 24            | 866                      |                      | 25         | 44         | 17         |
| 1980                                                                            | 19 800               | 654 000   | 3.0            | 22         | 1             | 21            | 900                      |                      | 23         | 42         |            |
| 1990                                                                            | 15 974               | 875 000   | 1.8            | 20         | 1             | 19            | 798                      | 1                    | 19         | 28         | 38         |
| 1999                                                                            | 9096                 | 789 256   | 1.2            | 18         | 13            | 5             | 505                      | 2                    | 5          | 16         | 31         |
| 2000                                                                            | 12 380               | 619 000   | 2.0            | 14         | 13            | 1             | 884                      | 2                    | 1          | 16         | 31         |
| 2001                                                                            | 13 044               | 621 100   | 2.1            | 11         | 8             | 3             | 1185                     | 7                    | 5          | 14         | 37         |
| 2002                                                                            | 13 201               | 732 201   | 1.8            | 17         | 13            | 4             | 776                      | 7                    | 6          | 16         | 37         |
| 2003                                                                            | 15 789               | 940 160   | 1.7            | 19         | 14            | 5             | 831                      | 6                    | 8          | 18         | 37         |
| 2004                                                                            | 14 926               | 822 100   | 1.8            | 11         | 8             | 3             | 1356                     | 6                    | 7          | 20         | 15         |
| 2013                                                                            | 8200                 | 646 300   | 1.3            | 14         | 11            | 3             | 585                      | 12                   | 5          | 12         | 10         |
| 2016                                                                            | 10 350               | 650 434   | 1.6            | 15         | 12            | 3             | 690                      | 11                   | 6          | 17         | 12         |
| 2019                                                                            | 10 430               | 654 000   | 1.6            | 15         | 12            | 3             | 695                      | 9                    | 5          | 15         | 13         |
| 2021                                                                            | 10 440               | 654 960   | 1.6            | 14         | 11            | 3             | 745                      | 8                    | 5          | 19         | 14         |
| 2023                                                                            | 10 485               | 658 100   | 1.6            | 11         | 9             | 2             | 953                      | 7                    | 4          | 21         | 15         |
| Fuente: Catholic-Hierarchy, que a su vez toma los datos del Anuario Pontificio. |                      |           |                |            |               |               |                          |                      |            |            |            |

## Episcopologio
- Edgerton Roland Clarke † (14 de septiembre de 1967-11 de noviembre de 1994 nombrado arzobispo de Kingston en Jamaica)
- Charles Henry Dufour (6 de diciembre de 1995-15 de abril de 2011 nombrado arzobispo de Kingston en Jamaica)
  - Sede vacante (2011-2013)
- Burchell Alexander McPherson (11 de abril de 2013-16 de octubre de 2023 renunció)
  - John Derek Persaud, desde el 16 de octubre de 2023 (administrador apostólico)